# Laura Muir
Laura Muir   (Inverness, Escòcia, 9 de maig de 1993) és una atleta escocesa, que competeix sota la bandera del Regne Unit en les competicions internacionals. Està especialitzada en les proves de mitja distància, especialment els 1500m. Ha participat en 3 Olimpíades, guanyant la medalla de plata en la prova dels 1500m als Jocs Olímpics de Tòquio 2020. A més ha guanyat 1 medalla de bronze en el Campionat del Món d'Eugene 2022 i 2 medalles d'or en els Campionats d'Europa.

## Marques personals
| Disciplina   | Marca    | Seu    | Data               |
| ------------ | -------- | ------ | ------------------ |
| 800m llisos  | 1:56.73  | Mònaco | 9 juliol 2021      |
| 1500m llisos | 3:53.37  | París  | 10 d'agost de 2024 |
| 5000m        | 14:48.14 | París  | 9 juny 2023        |

## Trajectòria professional
| Jocs Olímpics      | Jocs Olímpics  | Jocs Olímpics | Jocs Olímpics |
| Any                | Seu            | Posició       | Prova         |
| ------------------ | -------------- | ------------- | ------------- |
| 2016               | Rio de Janeiro | 7a posició    | 1500m         |
| 2020               | Tòquio         | 2             | 1500m         |
| 2024               | París          | 5a posició    | 1500m         |
| Campionat del Món  |                |               |               |
| 2013               | Moscou         | 9a posició    | 800m          |
| 2015               | Pequín         | 5a posició    | 1500m         |
| 2017               | Londres        | 4a posició    | 1500m         |
| 2017               | Londres        | 6a posició    | 5000m         |
| 2019               | Doha           | 5a posició    | 1500m         |
| 2022               | Eugene         | 3             | 1500m         |
| 2023               | Budapest       | 6a posició    | 1500m         |
| Campionat d'Europa |                |               |               |
| 2014               | Zúric          | 15a posició   | 1500m         |
| 2018               | Berlín         | 1             | 1500m         |
| 2022               | Múnic          | 1             | 1500m         |